# Mulleripicus
Mulleripicus är ett fågelsläkte i familjen hackspettar inom ordningen hackspettartade fåglar: Släktet omfattar numera fyraarter som förekommer från nordöstra Indien till Filippinerna och Sulawesi:
- Blyspett (M. fulvus)
- Sorgspett (M. funebris)
- Sotspett (M. fuliginosus)
- Skifferspett (M. pulverulentus)